# Crematogaster jehovae
Crematogaster jehovae är en myrart som beskrevs av Auguste-Henri Forel 1907. Crematogaster jehovae ingår i släktet Crematogaster och familjen myror.

## Underarter
Arten delas in i följande underarter:
- C. j. crawleyi
- C. j. cypria
- C. j. jehovae
- C. j. mosis